# Kitty, Daisy & Lewis

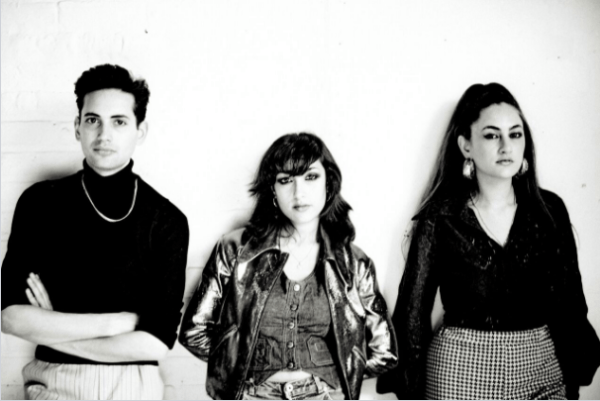
Kitty, Daisy & Lewis in 2017

Kitty, Daisy & Lewis is een Britse band geleid door de broers en zussen van de familie Durham. Hun muziek is sterk beïnvloed door r&b, blues, soul, punk, rock-'n-roll en West-Indische muziek. Het zijn allemaal multi-instrumentalisten die gitaar, piano, bas, drums, mondharmonica, banjo, lapsteelgitaar, ukelele, xylofoon, accordeon en meer daartussen spelen. Kitty, Daisy & Lewis hebben wereldwijd meer dan een kwart miljoen platen verkocht.
Kitty Durham is de jongste van de groep en zingt en speelt voornamelijk drums, gitaar, mondharmonica, ukelele en banjo. Daisy Durham, de oudste, zingt en speelt voornamelijk drums, piano, accordeon en xylofoon. Lewis Durham zingt en speelt gitaar, piano, banjo, lapsteel en drums. De band staat bekend om het bouwen van hun eigen opnamestudio, die bestaat uit voornamelijk vintage analoge apparatuur en op maat gemaakte, in eigen huis gebouwde apparatuur. Hun eerste twee albums werden opgenomen in de achterkamer van het huis van hun moeder. In 2011 begonnen ze met de bouw van hun professionele opnamestudio in Camden Town, bekend als Durham Sound Studios, waar ze The Third (2015) en Superscope (2017) opnamen. Ze hebben al hun eigen opnames geproduceerd, behalve The Third, dat werd gecoproduceerd door Mick Jones .
Ze hebben geopend voor Coldplay, Razorlight, Stereophonics, Richard Hawley en anderen.
De band heeft een contract getekend bij de voormalige BBC Radio 1-dj en festivalcurator Rob da Banks label, Sunday Best, die hun tweede single "Mean Son of a Gun" uitbracht met de B-kant "Ooo Wee", die ze voor het eerst hoorden op een 78 toerenplaat gezongen door Louis Jordan. Dit werd uitgebracht op 45 toeren, cd en een gelimiteerde oplage van 78 toerenvinyl. De nummers zijn bij hen thuis opgenomen. De masterlakken werden ook door Lewis gesneden met behulp van zijn eigen apparatuur in The Exchange Mastering Studios, die eigendom is van en wordt gerund door zijn vader Graeme.
Op 30 mei 2011 werd Smoking in Heaven uitgebracht op cd en vinyl (dubbel-lp en 78 toerenalbum), ook op Sunday Best. Op 26 januari 2015 werd Kitty, Daisy & Lewis The Third uitgebracht. Hun vierde album, Superscope, werd uitgebracht op 29 september 2017.
- International Standard Name Identifier: 0000 0004 7014 2776
- Library of Congress Control Number: no2009154371
- MusicBrainz: b7ca7429-4ffb-4528-8e7e-6d6b8bd20770
- Virtual International Authority File: 123566420